# Musica ficta
La musica ficta désigne les accidents chromatiques (dièses et bémols) dans la terminologie de la musique du Moyen Âge tardif et de la Renaissance. Dans un grand nombre de cas, ces altérations n'étaient pas indiquées explicitement et dépendaient donc principalement de traditions orales.
On parle de musica ficta, par opposition à la musica recta, dans le cadre de la théorie des hexacordes et de la solmisation décrite par Guido d'Arezzo.

## Les deux définitions de la musica ficta
Les sauts d'octave, de quintes et de quartes justes sont chantées en restant sur la même syllabe de solmisation.
Si l'on veut rester dans les notes offertes par l'étendue totale de l'échelle de sons (le gamut) donnée par Guido d'Arezzo, on ne peut utiliser cette règle systématiquement que depuis un hexacorde naturel. En montant d'une quinte juste depuis D/sol/ré chanté sol, on se retrouve sur a qui ne peut se chanter que la, mi, ou ré. Si on chante sol sur a, en descendant l'hexacorde en chantant fa puis mi, on devra donc chanter un demi-ton entre G et F, ce qui nous fera chanter un F dièse. On entre dans le domaine de la musica ficta (musique fausse ou feinte)
Ce terme connaît deux définitions qui se recoupent parfois : 
- premièrement, on a parlé de musica ficta lorsque les chanteurs ajoutent des altérations non écrites sur les partitions (par exemple, des b bémol) pour « éclairer la mélodie ». Ceci pour éviter les tritons ou tout simplement pour faire plus « joli ». Cela peut être le cas tout en restant dans le cadre de la main guidonienne. Si l'altération est dans la portée, c'est le compositeur qui l'a écrite, et si l'altération est au-dessus de la portée, cela signifie que c'est le retranscripteur qui la suggère.
- deuxièmement, la musica ficta concerne la musique chantée sur des syllabes ou des hauteurs de notes qui n'apparaissent pas dans la main guidonienne. Le terme s'oppose alors à la musica recta, qui reste sur les syllabes permises par la main.

La musica ficta a été rendue nécessaire par l'évolution de la musique au Moyen Âge et à la Renaissance.

## De la musica recta à la musica ficta
L'étude des tablatures d'orgue et de luth montrent un emploi de plus en plus fréquent des altérations à travers les siècles, dans lesquels l'échelle générale provenant de l'enseignement de Guido d'Arezzo est dépassée par les compositeurs et les interprètes.. 

### Cas mélodiques

#### Transposition du gammut
On rencontre souvent jusqu’à deux altérations « à la clé » dans le cadre de la musica recta, dans le cas où l'on transpose complètement toute la main. Si le gamma de départ est situé une quinte au-dessus ou une quarte en dessous pour des questions de tessiture par exemple, on chantera des F sur la syllabe mi, mais en montrant dans la main la note B bécarre. La même logique se retrouve avec les bémols si l'on transpose le gammut une quinte plus bas ou une quarte plus haut.

#### Le chromatisme
au XVIe siècle,  Josquin des Prés, Adrien Willaert, et Guillaume Costeley écrivent des pièces inhabituelles et expérimentent l'écriture chromatique. Pour pouvoir les chanter, il faut alors transposer les hexacordes en commençant sur d'autres notes que les C, F et G habituelles

### Cas harmoniques
Le développement de la polyphonie à la fin du Moyen Âge multiplie les occasions d'utiliser des altérations, notamment pour éviter des dissonances entre les voix ou pour améliorer les sonorités des cadences.

#### mi contra fa
Il n'est pas possible de chanter fa dans une voix pendant que l'autre voix chante mi dans un intervalle parfait, ce qui produirait des intervalles diminués ou augmentés prohibés dans le contrepoint. Cependant, cette règle ne s'applique qu'entre les consonances fondamentales du contrepoint mais pas lorsque l'une des deux voix chante une note de passage ou une broderie. Beaucoup d'ajouts d'altérations dans les éditions modernes de polyphonies sont donc absurdes parce que cette règle a été mal comprise par les éditeurs.
Cette règle fait l'unanimité du XIIIe siècle au XVIe siècle malgré la diversité des théories. Elle est énoncée notamment par le musicien et théoricien Jean Yssandon. Cela permet, entre deux voix indépendantes, si elles ne chantent pas dans le même hexacorde, d'éviter les éventuelles quintes ou octaves  diminuées. (La question du triton est plus complexe puisque cet intervalle ne faisait pas partie des intervalles parfaits.) Cependant, l'analyse démontre l'emploi de quintes diminuées dès le XIVe siècle (Guillaume de Machaut) du fait de l'ornementation. Au XVe siècle, de nombreux passages, notamment chez Ockeghem, nécessitent l'emploi de la quinte diminuée. Dans son Liber de Arte Contrapuncti, le compositeur et théoricien Johannes Tinctoris condamne l'usage des intervalles diminués et augmentés tout en reconnaissant que beaucoup de compositeurs les emploient. C'est au XVIe siècle que Pietro Aaron puis Zarlino donnent les premières règles d'emploi de la quinte diminuée dans le contrepoint. L'accord de triton n'apparaît qu'au XVIIe siècle.

#### Les tierces picardes
L'habitude de terminer les œuvres par une tierce majeure plutôt que mineure a conduit à employer des altérations supplémentaires.

#### Les cadences
Les cadences sont constituées de la succession d'une consonance imparfaite et d'une consonance parfaite, comme par exemple tierce mineure/unisson, tierce majeure/quinte, sixte majeure/octave, comme on le trouve pour la première fois dans le traité Musica speculativa de Johannes de Muris en 1323. 
Cela revient à terminer une section avec un demi-ton dans une voix pendant que l'autre voix fait le mouvement contraire d'un ton.

## Le choix des altérations
Les copistes du Moyen Âge, connaissant les règles des hexacordes, ne trouvaient généralement pas utile de noter les altérations devant les B ou les altérations qui permettaient des cadences plus belles. L'étude des tablatures montre que les B pouvaient être joués bémol ou bécarre, et les cadences de différentes façons (en abaissant la note supérieure ou en élevant la note inférieure) suivant les interprètes, les époques et les lieux.
Les notations n'ont été fixées que tardivement, et sous la pression d'une musique pratiquée de plus en plus par des amateurs dont l'interprétation des partitions étaient moins sûre. Les auteurs Nicola Vicentino (L'Antica musica ridotta alla moderna prattica, 1555) et Pietro Aaron (Trattato della natura e cognizione di tutti gli toni di canto figurato, 1525) notamment, insistent pour que les compositeurs notent précisément leurs altérations accidentelles afin de rendre la lecture plus fiable et de ne pas risquer la trahison de l'effet demandé.